# Gare de Moyeuvre-Grande
La gare de Moyeuvre-Grande est une gare ferroviaire française de la ligne de Saint-Hilaire-au-Temple à Hagondange, située sur le territoire de la commune de Moyeuvre-Grande, dans le département de Moselle en région Grand Est.
C'est une gare voyageurs de la Société nationale des chemins de fer français (SNCF) desservie par des trains TER Grand Est.

## Situation ferroviaire
Établie à 174 mètres d'altitude, la gare de Moyeuvre-Grande est située au point kilométrique (PK) 334,947 de la ligne de Saint-Hilaire-au-Temple à Hagondange, entre les gares ouvertes de Jœuf et de Rombas - Clouange.

## Histoire
Au lendemain de la Guerre franco-allemande de 1870, le désastreux traité de Francfort fait passer les usines principales de la famille de Wendel (l'usine de Hayange, celle de Moyeuvre et celle de Stiring-Wendel) dans l'Empire allemand. Les de Wendel décident alors la construction de l'usine sidérurgique de Jœuf, en France mais au plus près de la frontière. Ils peuvent ainsi se maintenir sur le marché français où ils étaient très présents avant la guerre, notamment sur la fourniture de rails. Les mines de fer étant alors en Moselle occupée, les de Wendel obtiennent l'autorisation de connecter par chemin de fer la nouvelle usine française à leurs mines mines allemandes de Moyeuvre. Ce chemin de fer privé est la prolongation jusqu'à Jœuf de la voie des De Wendel, de 9,5 km, qui reliait l'usine de Moyeuvre au port d'Uckange.
Mais, pour d'évidentes raisons militaires, les autorités allemandes interdisent formellement toute connexion du réseau transfrontalier de l'usine de Jœuf avec le réseau français. Du côté français, une gare distincte est créée par la Compagnie des chemins de fer de l'Est, en prolongement du réseau, afin d'assurer l'expédition des produits sidérurgiques de l'usine de Jœuf vers la France : c'est la naissance, en 1883, de la gare d'Homécourt. Le réseau français est encore prolongé jusqu'au plus près de la frontière, avec la création de la gare de Jœuf. Le tronçon d'Homécourt à Jœuf, qui comporte un tunnel sous la côte de Montois-la-Montagne, est toutefois loin d'être achevé en 1914.
Enfin, 2 août 1914, l'armée allemande occupe Jœuf, un jour avant de déclarer la guerre à la France. Immédiatement après, le génie militaire allemand crée le raccordement de la gare de Jœuf à celle de Moyeuvre, sur la rive droite de l'Orne. Pendant deux ans, des milliers de prisonniers russes sont affectés au percement d'un nouveau tunnel dans le prolongement du premier creusé avant la guerre. Ce tronçon permet l’achèvement de la ligne de Saint-Hilaire-au-Temple à Hagondange.

## Fréquentation
De 2015 à 2024, selon les estimations de la SNCF, la fréquentation annuelle de la gare s'élève aux nombres indiqués dans le tableau ci-dessous.
| Année     | 2015   | 2016   | 2017   | 2018   | 2019   | 2020   | 2021   | 2022   | 2023   | 2024   |
| --------- | ------ | ------ | ------ | ------ | ------ | ------ | ------ | ------ | ------ | ------ |
| Voyageurs | 28 049 | 26 040 | 27 842 | 27 761 | 33 122 | 21 202 | 30 889 | 43 655 | 53 260 | 55 038 |

## Service des voyageurs

### Accueil
Halte SNCF, c'est un point d'arrêt non géré (PANG) à accès libre. Elle est équipée d'automates pour l'achat de titres de transport.
Une passerelle permet la traversée des voies et le passage d'un quai à l'autre.

### Desserte
Moyeuvre-Grande est desservie par les trains TER Grand Est qui effectuent des missions entre les gares de Verdun, ou de Conflans - Jarny et de Hagondange, ou de Metz-Ville.

### Intermodalité
Un parc pour les vélos et un parking pour les véhicules y sont aménagés.